# کاکتوس‌های سفت
 کاکتوس‌های سفت (نام علمی: Sclerocactus) نام یک سرده از تیره کاکتوس است.
این کاکتوس‌ها میوه‌ای سفت و خشک دارند.